# 蒙泰居 (上比利牛斯省)
蒙泰居（法語：Montégut，法語發音：[mɔ̃teɡy]）是法国上比利牛斯省的一个市镇，位于该省东南部，属于巴涅尔德比戈尔区。

## 地理
蒙泰居（43°3'50"N, 0°30'12"E）面积6.94 平方千米，位于法国奧克西塔尼大區上比利牛斯省，该省份为法国西南部内陆省份，北至热尔省，西接大西洋比利牛斯省，南与西班牙接壤，东临上加龙省。
与蒙泰居接壤的市镇（或旧市镇、城区）包括：圣保罗、阿旺蒂尼昂、比兹、热内雷斯特、隆布雷斯、内斯捷、内斯特河畔圣洛朗、塞克。

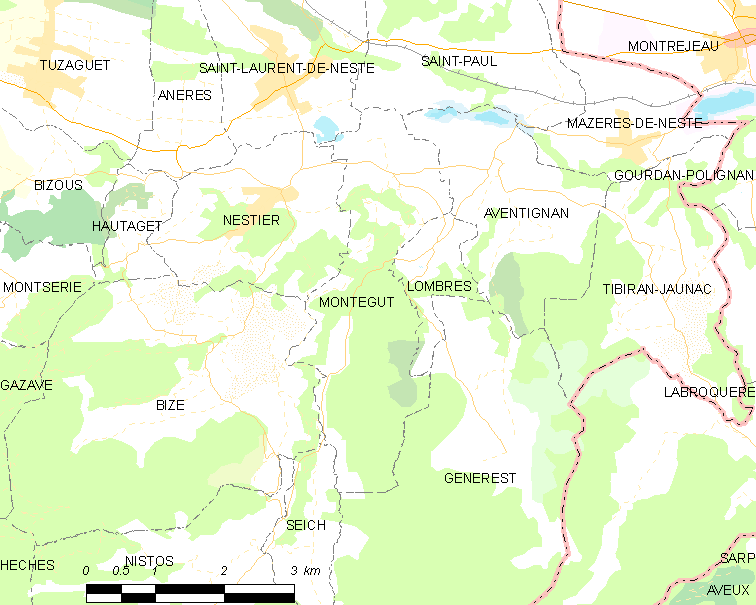
的OSM定位图

蒙泰居的时区为UTC+01:00、UTC+02:00（夏令时）。

## 行政
蒙泰居的邮政编码为65150，INSEE市镇编码为65319。

## 政治
蒙泰居所属的省级选区为巴鲁斯谷县。

## 人口

1962-2008年间人口变化图示

蒙泰居于2022年1月1日时的人口数量为128人。